# Ambedkar Nagar
Ambedkar Nagar är ett distrikt i den indiska delstaten Uttar Pradesh, och hade 2 026 876 invånare år 2001 på en yta av 2 372 km². Det gör en befolkningsdensitet på 854,5 inv/km². Den administrativa huvudorten är staden Akbarpur, medan den största staden är Tanda. De största religionerna är Hinduism (83,33 %) och Islam (16,39 %).

## Administrativ indelning
Distriktet är indelat i fyra kommunliknande enheter, tehsils:
- Akbarpur, Allapur, Jalalpur, Tanda

## Städer
Distriktets städer är huvudorten Akbarpur samt Ashrafpur Kichhauchha, Bhulepur, Iltifatganj Bazar, Jalalpur, Kataria och Tanda.
Urbaniseringsgraden låg på 8,93 procent år 2001.